# John P. Leedom
John Peter Leedom, född 20 december 1847 i Adams County i Ohio, död 18 mars 1895 i Toledo i Ohio, var en amerikansk demokratisk politiker. Han var ledamot av USA:s representanthus 1881–1883.
Leedom var verksam som lärare och jordbrukare. År 1881 efterträdde han Frank H. Hurd som kongressledamot och satt i representanthuset i två år.
Leedom avled 1895 i Toledo och gravsattes i Manchester i Ohio.